# 가오위안위안 (1975년)
가오위안위안(중국어 간체자: 高圆圆, 정체자: 高圓圓, 병음: Gāo Yuányuán, 한자음: 고원원, 1975년 10월 5일 ~ )은 중국의 배우이다. 2002년 중국공운학원(中國工運學院, 현재의 중국노동관계학원(中國勞動關係學院)) 경제학과 석사 학위를 취득했으며 2015년 제52회 대종상 해외 부문상을 수상했다.

## 작품 목록

### 드라마
- 《의천도룡기》 (2003년)
- 《진왕 이세민》 (2005년)
- 《대진제국》 (2009년)
- 《찰문결혼파》 (2013년)

### 영화
- 《스파이시 러브 수프》 (1998년)
- 《북경 자전거》 (2001년)
- 《스프링 서브웨이》 (2002년)
- 《상하이 드림》 (2005년)
- 《BB 프로젝트》 (2006년) - 멜로디 역
- 《제3개인》 (2007년) - 시아오 커 역
- 《인 러브 위 트러스트》 (2007년)
- 《남재여모》 (2007년) - 친 사요오 역
- 《호우시절》 (2009년)
- 《난징! 난징!》 (2009년)
- 《3중 충돌》 (2010년)
- 《삼소지재자가인》 (2010년)
- 《단신남녀》 (2011년)
- 《군자도》 (2012년)
- 《고해발지련 II》 (2012년)
- 《수색》 (2012년)
- 《마이 1876》 (2013년)
- 《블라인드 디텍티브》 (2014년)
- 《단신남녀 2》 (2014년)
- 《일생일세》 (2014년)
- 《우리 결혼합시다》 (2015년)